# El Norteño
El Norteño är en ort i Mexiko.   Den ligger i kommunen Sinaloa och delstaten Sinaloa, i den västra delen av landet, 1 200 km nordväst om huvudstaden Mexico City. El Norteño ligger 74 meter över havet och antalet invånare är 164.
Terrängen runt El Norteño är platt. Runt El Norteño är det glesbefolkat, med 19 invånare per kvadratkilometer. Närmaste större samhälle är Sinaloa de Leyva, 13,0 km sydost om El Norteño. I omgivningarna runt El Norteño växer huvudsakligen savannskog.